# Copa do Brasil 1997
Der Copa do Brasil 1997 war die neunte Austragung dieses nationalen Fußball-Pokal-Wettbewerbs in Brasilien. Die Copa wurde vom Brasilianischen Sportverband, dem CBF, ausgerichtet. Der Pokalsieger war als Teilnehmer an der Copa Libertadores 1998 qualifiziert.

## Saisonverlauf
Der Wettbewerb startete am 18. Februar 1997 in seine Saison und endete am 22. Mai 1997. Am Ende der Saison errang der Grêmio FBPA aus Porto Alegre den Titel zum dritten Mal. Torschützenkönig wurde Paulo Nunes vom Pokalsieger Grêmio mit 9 Treffern.
Höchste Siege
- Associação Portuguesa de Desportos – Kaburé EC: 8:0 (4. März 1997 – Vorrunde Rückspiel)

## Teilnehmer
Teilnehmer waren die Sieger der Staatsmeisterschaften 1996 sowie teilweise deren Vizemeister. Des Weiteren kam eine vom Verband bestimmte Auswahl von Mannschaften hinzu. Im Vergleich zur Vorsaison wurde das Teilnehmerfeld nochmals um vier Klubs angehoben.
| Bundesstaat         | Klub                               | Qualifizierung                            |
| ------------------- | ---------------------------------- | ----------------------------------------- |
| Acre                | Rio Branco FC (AC)                 | Meldung durch den Verband von Acre        |
| Alagoas             | CS Alagoano                        | Staatsmeister 1996                        |
| Amapá               | Ypiranga Clube                     | Meldung durch den Verband von Amapá       |
| Amazonas            | Nacional FC (AM)                   | Staatsmeister 1996                        |
| Bahia               | EC Vitória                         | Staatsmeister 1996                        |
| Bahia               | EC Bahia                           | Einladung des CBF                         |
| Brasília            | CR Guará                           | Staatsmeister 1996                        |
| Ceará               | Ceará SC                           | Staatsmeister 1996                        |
| Ceará               | Fortaleza EC                       | Einladung des CBF                         |
| Espírito Santo      | AD Ferroviária Vale do Rio Doce    | Staatsmeister 1996                        |
| Goiás               | Goiás EC                           | Staatsmeister 1996                        |
| Goiás               | Vila Nova FC                       | Einladung des CBF                         |
| Maranhão            | Bacabal EC                         | Staatsmeister 1996                        |
| Mato Grosso         | Mixto EC                           | Meldung durch den Verband von Mato Grosso |
| Mato Grosso do Sul  | Operário FC (MS)                   | Staatsmeister 1996                        |
| Minas Gerais        | Cruzeiro EC                        | Staatsmeister 1996                        |
| Minas Gerais        | Atlético Mineiro                   | Vize-Staatsmeister 1996                   |
| Minas Gerais        | América Mineiro                    | Einladung des CBF                         |
| Pará                | Clube do Remo                      | Staatsmeister 1996                        |
| Pará                | Paysandu SC                        | Einladung des CBF                         |
| Paraíba             | Santa Cruz REC                     | Staatsmeister 1996                        |
| Paraná              | Paraná Clube                       | Staatsmeister 1996                        |
| Paraná              | Coritiba FC                        | Vize-Staatsmeister 1996                   |
| Paraná              | Athletico Paranaense               | Einladung des CBF                         |
| Pernambuco          | Sport Recife                       | Staatsmeister 1996                        |
| Pernambuco          | Santa Cruz FC                      | Einladung des CBF                         |
| Piauí               | Ríver AC                           | Staatsmeister 1996                        |
| Rio de Janeiro      | CR Flamengo                        | Staatsmeister 1996                        |
| Rio de Janeiro      | CR Vasco da Gama                   | Vize-Staatsmeister 1996                   |
| Rio de Janeiro      | Botafogo FR                        | Einladung des CBF                         |
| Rio de Janeiro      | Fluminense FC                      | Einladung des CBF                         |
| Rio Grande do Norte | América FC (RN)                    | Staatsmeister 1996                        |
| Rio Grande do Sul   | Grêmio FBPA                        | Staatsmeister 1996                        |
| Rio Grande do Sul   | EC Juventude                       | Vize-Staatsmeister 1996                   |
| Rio Grande do Sul   | SC Internacional                   | Einladung des CBF                         |
| Rondônia            | Ji-Paraná FC                       | Staatsmeister 1996                        |
| Roraima             | Baré EC                            | Staatsmeister 1996                        |
| Santa Catarina      | Figueirense FC                     | Staatsmeister 1996                        |
| São Paulo           | SE Palmeiras                       | Staatsmeister 1996                        |
| São Paulo           | FC São Paulo                       | Vize-Staatsmeister 1996                   |
| São Paulo           | SC Corinthians                     | Einladung des CBF                         |
| São Paulo           | Associação Portuguesa de Desportos | Einladung des CBF                         |
| São Paulo           | FC Santos                          | Einladung des CBF                         |
| Sergipe             | CS Sergipe                         | Staatsmeister 1996                        |
| Tocantins           | Kaburé EC                          | Staatspokalsieger 1996                    |

## Modus
Der Modus bestand aus einem K.-o.-System. In der Vorrunde und im Sechzehntelfinale bestand die Regelung, dass wenn eine Mannschaft in einem Auswärts-Hinspiel mit mindestens zwei Toren unterschied gewinnt, es kein Rückspiel gibt.
Es zählte nach Hin- und Rückspiel nur die Anzahl der Siege. Ergab dieses keinen Sieger, zählte das Torverhältnis. Bei Gleichheit wurde die Auswärtstorregel angewandt. Stand nach heranziehen dieser kein Sieger fest, wurde dieser im Elfmeterschießen ermittelt.

## Vorrunde
Der für die Vorrunde qualifizierte Bacabal EC verzichtete auf die Teilnahme. Eine Woche vor Turnierbeginn sagte der Klub ab. Er begründete dieses mit Bargeldmangel. Für den Vizemeister aus der Staatsmeisterschaft von Maranhão aus 1996, dem Sampaio Corrêa FC wollte als Ersatzmannschaft nicht einspringen. Zum ersten Mal hatte der Verband von Maranhão damit keinen Vertreter im Wettbewerb. Der Vorrundengegner von Bacabal der Fortaleza EC kam somit kampflos ins Sechzehntelfinale.
|                                 | Gesamt |                      | Hinspiel | Rückspiel |
| ------------------------------- | ------ | -------------------- | -------- | --------- |
| CR Guará                        | 0:7    | SC Internacional     | 0:7      | -         |
| Mixto EC                        | 0:3    | SC Corinthians       | 0:3      | -         |
| Ypiranga Clube                  | 1:5    | Clube do Remo        | 1:0      | 0:5       |
| CS Alagoano                     | 2:6    | Athletico Paranaense | 2:6      | -         |
| Operário FC (MS)                | 3:8    | Santa Cruz FC        | 2:2      | 1:6       |
| AD Ferroviária Vale do Rio Doce | 3:8    | FC Santos            | 2:2      | 1:6       |
| Paysandu SC                     | 2:4    | Vila Nova FC         | 2:1      | 0:3       |
| Santa Cruz REC                  | 0:4    | Fluminense FC        | 0:4      | -         |
| Rio Branco FC (AC)              | 4:3    | Baré EC              | 3:2      | 1:1       |
| Kaburé EC                       | 1:9    | Portuguesa           | 1:1      | 0:8       |
| Ji-Paraná FC                    | 1:3    | Botafogo FR          | 1:3      | -         |
| América Mineiro                 | 1:3    | EC Bahia             | 1:1      | 0:2       |
| Bacabal EC                      | -      | Fortaleza EC         | -        | -         |

## Turnierplan
|  | Sechzehntelfinale    | Sechzehntelfinale | Sechzehntelfinale |  |  | Achtelfinale         | Achtelfinale | Achtelfinale   |   |   | Viertelfinale        | Viertelfinale | Viertelfinale |   |   | Halbfinale     | Halbfinale | Halbfinale  |     |  | Finale      | Finale | Finale |
|  |                      |                   |                   |  |  |                      |              |                |   |   |                      |               |               |   |   |                |            |             |     |  |             |        |        |
|  | CS Sergipe           | 3                 |                   |  |  |                      |              |                |   |   |                      |               |               |   |   |                |            |             |     |  |             |        |        |
|  | Vasco                | 5                 |                   |  |  | Vasco                | 1            | 3              |   |   |                      |               |               |   |   |                |            |             |     |  |             |        |        |
|  | Athletico Paranaense | 3                 | 1                 |  |  | Athletico Paranaense | 3            | 4              |   |   |                      |               |               |   |   |                |            |             |     |  |             |        |        |
|  | Sport Recife         | 0                 | 1                 |  |  |                      |              |                |   |   | Athletico Paranaense | 2             | 2             |   |   |                |            |             |     |  |             |        |        |
|  | SC Corinthians       | 2                 | 0 (5)             |  |  |                      |              | SC Corinthians | 1 | 6 |                      |               |               |   |   |                |            |             |     |  |             |        |        |
|  | EC Juventude         | 0                 | 2 (3)             |  |  | SC Corinthians       | 1            | 1              |   |   |                      |               |               |   |   |                |            |             |     |  |             |        |        |
|  | Clube do Remo        | 3                 | 2                 |  |  | Atlético Mineiro     | 0            | 1              |   |   |                      |               |               |   |   |                |            |             |     |  |             |        |        |
|  | Atlético Mineiro     | 3                 | 3                 |  |  |                      |              |                |   |   |                      |               |               |   |   | SC Corinthians | 2          | 1           |     |  |             |        |        |
|  | América FC (RN)      | 1                 | 0                 |  |  |                      |              |                |   |   |                      |               | Grêmio FBPA   | 2 | 1 |                |            |             |     |  |             |        |        |
|  | Portuguesa           | 0                 | 3                 |  |  | Portuguesa           | 1            | 1              |   |   |                      |               |               |   |   |                |            |             |     |  |             |        |        |
|  | Fortaleza EC         | 2                 | 1                 |  |  | Grêmio FBPA          | 2            | 1              |   |   |                      |               |               |   |   |                |            |             |     |  |             |        |        |
|  | Grêmio FBPA          | 3                 | 3                 |  |  |                      |              |                |   |   | Grêmio FBPA          | 3             | 3             |   |   |                |            |             |     |  |             |        |        |
|  | Botafogo FR          | 0                 |                   |  |  |                      |              | EC Vitória     | 0 | 3 |                      |               |               |   |   |                |            |             |     |  |             |        |        |
|  | EC Vitória           | 3                 |                   |  |  | EC Vitória           | 2            | 2              |   |   |                      |               |               |   |   |                |            |             |     |  |             |        |        |
|  | Vila Nova FC         | 2                 | 0                 |  |  | FC São Paulo         | 1            | 2              |   |   |                      |               |               |   |   |                |            |             |     |  |             |        |        |
|  | FC São Paulo         | 3                 | 2                 |  |  |                      |              |                |   |   |                      |               |               |   |   |                |            |             |     |  | Grêmio FBPA | 0 2    |        |
|  | Figueirense FC       | 0                 | 2                 |  |  |                      |              |                |   |   |                      |               |               |   |   |                |            | CR Flamengo | 0 2 |  |             |        |        |
|  | FC Santos            | 1                 | 3                 |  |  | FC Santos            | 2            | 0 (2)          |   |   |                      |               |               |   |   |                |            |             |     |  |             |        |        |
|  | Paraná Clube         | 1                 | 0                 |  |  | SC Internacional     | 0            | 2 (3)          |   |   |                      |               |               |   |   |                |            |             |     |  |             |        |        |
|  | SC Internacional     | 1                 | 3                 |  |  |                      |              |                |   |   | SC Internacional     | 1             | 0             |   |   |                |            |             |     |  |             |        |        |
|  | Nacional FC (AM)     | 2                 |                   |  |  |                      |              | CR Flamengo    | 1 | 1 |                      |               |               |   |   |                |            |             |     |  |             |        |        |
|  | CR Flamengo          | 6                 |                   |  |  | CR Flamengo          | 1            | 5              |   |   |                      |               |               |   |   |                |            |             |     |  |             |        |        |
|  | Rio Branco FC (AC)   | 1                 | 1                 |  |  | Rio Branco FC (AC)   | 2            | 1              |   |   |                      |               |               |   |   |                |            |             |     |  |             |        |        |
|  | Goiás EC             | 0                 | 2                 |  |  |                      |              |                |   |   |                      |               |               |   |   | CR Flamengo    | 2          | 1           |     |  |             |        |        |
|  | EC Bahia             | 2                 | 0                 |  |  |                      |              |                |   |   |                      |               | SE Palmeiras  | 0 | 0 |                |            |             |     |  |             |        |        |
|  | Coritiba FC          | 2                 | 1                 |  |  | Coritiba FC          | 0            | 2              |   |   |                      |               |               |   |   |                |            |             |     |  |             |        |        |
|  | Ríver AC             | 0                 | 1                 |  |  | SE Palmeiras         | 1            | 4              |   |   |                      |               |               |   |   |                |            |             |     |  |             |        |        |
|  | SE Palmeiras         | 0                 | 7                 |  |  |                      |              |                |   |   | SE Palmeiras         | 5             | 5             |   |   |                |            |             |     |  |             |        |        |
|  | Ceará SC             | 1                 | 0                 |  |  |                      |              | Ceará SC       | 2 | 0 |                      |               |               |   |   |                |            |             |     |  |             |        |        |
|  | Fluminense FC        | 0                 | 0                 |  |  | Ceará SC             | 3            | 1              |   |   |                      |               |               |   |   |                |            |             |     |  |             |        |        |
|  | Santa Cruz FC        | 1                 | 1                 |  |  | Santa Cruz FC        | 2            | 0              |   |   |                      |               |               |   |   |                |            |             |     |  |             |        |        |
|  | Cruzeiro EC          | 1                 | 0                 |  |  |                      |              |                |   |   |                      |               |               |   |   |                |            |             |     |  |             |        |        |

## Finalspiele

### Hinspiel
| Grêmio FBPA                                                | Grêmio FBPA | CR Flamengo | CR Flamengo |
| ---------------------------------------------------------- | --- | --- | ----------- |
| Grêmio FBPA                                                | \| 20. Mai 1997 in Porto Alegre (Estádio Olímpico Monumental) \| \| Ergebnis: 0:0 \| \| Zuschauer: 44.951 \| \| Schiedsrichter: Francisco Dacildo Mourão Albuquerque \|                                           | \| 20. Mai 1997 in Porto Alegre (Estádio Olímpico Monumental) \| \| Ergebnis: 0:0 \| \| Zuschauer: 44.951 \| \| Schiedsrichter: Francisco Dacildo Mourão Albuquerque \|                                  | CR Flamengo |
| Grêmio FBPA                                                | Danrlei, Francisco Arce, Catalino Rivarola, Mauro Galvão, Roger Machado, Dinho, Emerson (Marco Antônio), João Antônio, Carlos Miguel, Dauri de Amorim (Rodrigo Gral), Paulo Nunes Cheftrainer: Evaristo de Macedo | Zé Carlos, Fábio Baiano, Júnior Baiano, Fabiano, Athirson, Jamir Gomes, Mauro Fonseca (Leandro), Evandro Chaveirinho, Nélio, Romário, Sávio Bortolini Pimentel (Lúcio Bala) Cheftrainer: Sebastião Rocha | CR Flamengo |
| Grêmio FBPA                                                | Emerson, Carlos Miguel | Fábio Baiano, Júnior Baiano, Athirson, Jamir Gomes | CR Flamengo |
| Grêmio FBPA                                                | Dinho (35.) | | CR Flamengo |
| 20. Mai 1997 in Porto Alegre (Estádio Olímpico Monumental) | | |             |
| Ergebnis: 0:0                                              | | |             |
| Zuschauer: 44.951                                          | | |             |
| Schiedsrichter: Francisco Dacildo Mourão Albuquerque       | | |             |

### Rückspiel
| CR Flamengo                               | CR Flamengo | Grêmio FBPA | Grêmio FBPA |
| ----------------------------------------- | --- | --- | ----------- |
| CR Flamengo                               | \| 1. Juni 1997 in Rio de Janeiro (Maracanã) \| \| Ergebnis: 2:2 (2:1) \| \| Zuschauer: 95.125 \| \| Schiedsrichter: Wilson de Souza Mendonça \|                                                          | \| 1. Juni 1997 in Rio de Janeiro (Maracanã) \| \| Ergebnis: 2:2 (2:1) \| \| Zuschauer: 95.125 \| \| Schiedsrichter: Wilson de Souza Mendonça \|                                                                         | Grêmio FBPA |
| CR Flamengo                               | Zé Carlos, Fábio Baiano, Júnior Baiano, Fabiano, Athirson, Jamir Gomes, Mauro Fonseca, Evandro Chaveirinho, Nélio (Iranildo), Romário, Sávio Bortolini Pimentel (Lúcio Bala) Cheftrainer: Sebastião Rocha | Danrlei, Francisco Arce, Catalino Rivarola (Luciano Dias), Mauro Galvão, Roger Machado, Otacílio, João Antônio, Emerson, Carlos Miguel, Paulo Nunes (Djair), Rodrigo Gral (Marcos Paulo) Cheftrainer: Evaristo de Macedo | Grêmio FBPA |
| CR Flamengo                               | 1:1 Lúcio Bala (30.) 2:1 Romário (41.) | 0:1 João Antônio (5.) 2:2 Carlos Miguel (79.) | Grêmio FBPA |
| CR Flamengo                               | Fábio Baiano, Jamir, Nélio | Mauro Galvão, Otacílio, Rodrigo Gral | Grêmio FBPA |
| 1. Juni 1997 in Rio de Janeiro (Maracanã) | | |             |
| Ergebnis: 2:2 (2:1)                       | | |             |
| Zuschauer: 95.125                         | | |             |
| Schiedsrichter: Wilson de Souza Mendonça  | | |             |

## Die Meistermannschaft
| 3. | Grêmio FBPA |
|    | - Tor: Sílvio, Danrlei, Murilo - Abwehr: Wágner Fernandes, Ricardo, Mauro Galvão, Ronaldo Alves, André Luís, Luciano Silva, Francisco Arce, Roger, Éder Gaúcho, Marco Antônio, Cristiano Roland, André Silva, Luciano Dias, Catalino Rivarola - Mittelfeld: Tinga, Luís Carlos Goiano, Emerson, Otacílio, Sérgio Manoel, Carlos Miguel, André Vieira, Crys, Dinho, Élton Corrêa, Robert, Rodrigo Gasolina, Paulo Henrique, Dário, Dauri, Djair, João Antônio - Angriff: Paulo Nunes, Jose Barreto, Carlos Silva, Maurício Pantera, Rodrigo Gral, Rafael Jacques, Zé Afonso, André Cemin, Marcos Paulo, Alex, Jé, Gilmar, Zé Alcino |

## Torschützenliste
| Pl. | Nat.        | Spieler     | Verein               | Tore   |
| --- | ----------- | ----------- | -------------------- | ------ |
| 1   | Brasilianer | Paulo Nunes | Grêmio               | 9 Tore |
| 2   | Brasilianer | Paulo Rink  | Athletico Paranaense | 8 Tore |
| 3   | Brasilianer | Romário     | Flamengo             | 7 Tore |
| 3   | Brasilianer | Viola       | Palmeiras            | 7 Tore |
| 5   | Brasilianer | Arilson     | Internacional        | 6 Tore |
| 5   | Brasilianer | Souza       | Corinthians          | 6 Tore |
| 7   | Brasilianer | Marquinhos  | Palmeiras            | 5 Tore |
| 7   | Brasilianer | Mirandinha  | Corinthians          | 5 Tore |